# Le 14 juillet au Havre
Le 14 juillet au Havre est un tableau réalisé par le peintre français Albert Marquet en 1906. Cette huile sur toile est un paysage urbain qui représente une rue du Havre pavoisée à l'occasion de la fête nationale française.

## Tableau
Cette œuvre a pour jumelle le tableau éponyme de Raoul Dufy.
Les deux amis (ils se connaissent depuis 1901) travaillent en effet souvent de concert pendant leur période fauve et c'est Dufy qui fait découvrir Le Havre à Marquet, qui connaît déjà très bien la Normandie, son littoral, sa lumière et ses ciels changeants,,.
En 1906, Marquet participe au Havre à la première exposition du Cercle de l'art moderne une association d'amateurs éclairés enthousiasmés par le fauvisme. Le 14 juin 1906, sur les conseils de Charles Camoin, Marquet et Dufy descendent à l'hôtel du Ruban bleu, au Havre. Le 14 juillet suivant, installés chacun à une fenêtre de l'hôtel, tous deux peignent leur version du 14 juillet au Havre. De ce séjour, Marquet tirera dix-huit tableaux.
En travaillant ainsi depuis sa chambre d'hôtel ouverte sur la rue, l'artiste — timide et taciturne — mérite son surnom de « plein-airiste d’atelier » et travaille sa technique du paysage en surplomb, cadré de manière quasi photographique par la fenêtre, à l’abri des regards. Le sujet, avec ses drapeaux et ses oriflammes, se prête particulièrement bien à l'étude de la couleur, en particulier des rouges très purs et éclatants que soulignent les bordures noires utilisées par le peintre,,.

## Parcours
Marquet présente Le 14 juillet au Havre au Salon d'automne de 1906, avec huit autres toiles, dont cinq réalisées cette année là en Normandie.
Donnée par Adèle et George Besson en 1963, elle fait partie des collections du musée national d'Art moderne, à Paris. Elle se trouve depuis 1965 en dépôt au musée Albert-André, à Bagnols-sur-Cèze, dans le Gard.